# Wilde-Donald Guerrier
Wilde-Donald Guerrier (Port-à-Piment, 31 de marzo de 1989) es un futbolista haitiano que juega de centrocampista en el FC Cosmos Koblenz de la Rheinlandliga.

## Selección nacional
Ha sido internacional con la selección de fútbol de Haití; donde hasta ahora, ha jugado 61 partidos internacionales y ha anotado 11 goles por dicho seleccionado.

## Clubes
| Club               | País       | Año       |
| ------------------ | ---------- | --------- |
| Violette A. C.     | Haití      | 2009-2011 |
| America des Cayes  | Haití      | 2011-2013 |
| Wisła Cracovia     | Polonia    | 2013-2016 |
| Alanyaspor         | Turquía    | 2016-2017 |
| F. K. Qarabağ      | Azerbaiyán | 2017-2019 |
| Neftçi PFK         | Azerbaiyán | 2019-2020 |
| F. K. Qarabağ      | Azerbaiyán | 2020-2021 |
| Apollon Limassol   | Chipre     | 2021      |
| Wieczysta Cracovia | Polonia    | 2021-2022 |
| Olympiakos Nicosia | Chipre     | 2022-2023 |
| Zira F. K.         | Azerbaiyán | 2023      |
| F. K. Panevėžys    | Lituania   | 2023      |
| FC Cosmos Koblenz  | Alemania   | 2024-     |

## Palmarés

### Títulos nacionales
| Título                     | Club          | País       | Año  |
| -------------------------- | ------------- | ---------- | ---- |
| Liga Premier de Azerbaiyán | F. K. Qarabağ | Azerbaiyán | 2018 |
| Liga Premier de Azerbaiyán | F. K. Qarabağ | Azerbaiyán | 2019 |